# Zacuscă
Zacusca este o mâncare de legume proaspete, coapte sau prăjite în ulei, găsită în mai multe țări din Balcani. Principalele ingrediente sunt vinetele coapte, gogoșarii (sau ardeii roșii) copți și ceapa tăiată. Mai pot fi adăugate roșii, ciuperci, morcovi, dovlecei, etc. Există numeroase varietăți de zacuscă, în funcție de ingredientele folosite. Se mai adaugă și condimente, printre cele mai folosite fiind piperul și foile de dafin.
Conform tradiției românești, după recolta de toamnă, unele familii pregătesc zacuscă și o conservă în borcane sterilizate, pentru iarnă. Poate fi achiziționată și în magazine. Se consumă în special întinsă pe pâine sau ca adăugare la frigărui pe un platou de garnituri. 
Preparate similare din Balcani sunt ayvar, pinđur, lutiniță, kyopolou. Lipovenii au creat o rețetă autentică de zacuscă cu pește.

## Etimologie
Cuvântul zacuscă este de origine slavă (закуска, zakuska), la origine având înțelesul de „gustare” sau „aperitiv”. Rădăcina slavă a cuvântului (кус, kus) înseamnă gustos, delicios sau a mușca.

## Ingrediente de bază
- ceapă
- gogoșari (sau ardei)
- vinete
- roșii
- ulei de gătit
- condimente (sare, piper, frunze de dafin)

## Tipuri de zacuscă
- Zacuscă de gogoșari
- Zacuscă cu ciuperci
- Zacuscă de fasole
- Zacuscă de vinete
- Zacuscă de pește lipovenească
- Zacuscă de păstrăv